# Ministerios Bautistas Australianos
Los Ministerios Bautistas Australianos (en inglés: Australian Baptist Ministries) son una asociación cristiana evangélica de iglesias bautistas que tiene su sede en Belmont (Australia Occidental), Australia. Ella está afiliada a la Alianza Bautista Mundial.

## Historia

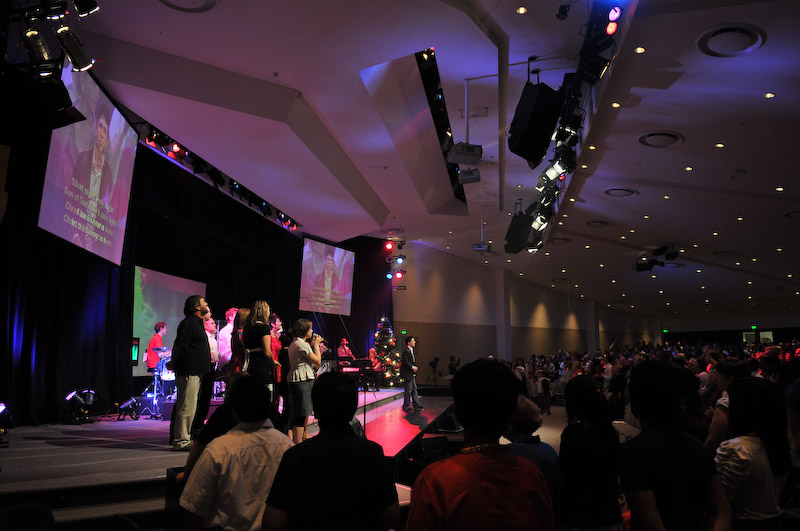
Servicio a la Iglesia Bautista Crossway en Melbourne, afiliada a los Ministerios Bautistas Australianos, 2008.

La Union tiene sus orígenes en una misión británica de la Sociedad Misionera Bautista en 1833. Ella fue fundado en 1926 bajo el nombre de Baptist Union of Australia. En 1978, Marita Munro se convirtió en la primera  mujer ordenada pastora en la Convención. En 2009 pasó a llamarse Ministerios Bautistas de Australia. Según un censo de la asociación, en 2023 dijo que tenía 1,024 iglesias y 87,555 miembros.

## Escuelas
Tiene 3 institutos teológicos afiliados.